# Hidrelétrica Pôrto Colômbia
Hidrelétrica Pôrto Colômbia är ett vattenkraftverk i Brasilien.   Det ligger i kommunen Guaíra och delstaten São Paulo, i den sydöstra delen av landet, 500 km söder om huvudstaden Brasília. Hidrelétrica Pôrto Colômbia ligger 499 meter över havet. Det ligger vid sjön Barra Bonita Reservoir.
Terrängen runt Hidrelétrica Pôrto Colômbia är platt. Runt Hidrelétrica Pôrto Colômbia är det ganska glesbefolkat, med 30 invånare per kvadratkilometer.. Närmaste större samhälle är Colômbia, 19,7 km väster om Hidrelétrica Pôrto Colômbia.
Trakten runt Hidrelétrica Pôrto Colômbia består till största delen av jordbruksmark.